# Corynocarpus
Corynocarpus — єдиний рід рослин родини Corynocarpaceae, який включає п'ять видів. Його батьківщиною є Нова Гвінея, Австралія, Нова Зеландія, Нова Каледонія та Вануату.

## Види
1. Corynocarpus cribbianus (F. M. Bailey) L. S. Sm. (syn C. australasicus)
2. Corynocarpus dissimilis Hemsl.
3. Corynocarpus laevigatus J. R. Forst. & G. Forst.
4. Corynocarpus rupestris Guymer
5. Corynocarpus similis Hemsl.